# Дайчин
Дайчи́н, Шукур-Дайчин (ум. 1672) — второй главный тайши Калмыцкого ханства (1644 — 1661) из торгутского рода Кереит, старший сын и преемник тайши Хо-Урлюка. Первый калмыцкий правитель, признавший над собой протекторат русского царя. При Дайчине было юридически оформлено добровольное вхождение калмыков в состав Российского государства.

## Биография
В 1633 году Шукур-Дайчин участвовал вместе с отцом в разгроме Ногайской Орды. В 1644 году после смерти Хо-Урлюка Шукур-Дайчин стал главным тайшой Калмыцкой Орды. Подчинил своей власти ногайских татар, а также улусы младших братьев Лоузана и Йельдена. Между 1646 и 1655 годом совершил два паломничества в Тибет к Далай-ламе, который в 1655 году предложил ему принять ханский титул, но Дайчин отказался. 
В первое десятилетие своего правления нарушал договоры с русским царём. В 1645–1647 годах калмыки, кумыкский владетель Казаналп и князья Малой Кабарды нападали на Кабарду. В одном из таких набегов калмыки взяли в плен жену и детей Шагин-мурзы. С 1630 по 1771 год калмыки производили частые набеги и на русские земли.
В 1649 году посольство Дайчина через астраханских воевод заключило шерть с Русским царством. В 1650-е годы после победы над своими братьями Йельденом и Лоузаном, которые выступали против вхождения в состав России, Дайчин фактически стал правителем всего калмыцкого народа.
В 1654 году Дайчин на обратном пути из паломничества в Тибет, гостил в Джунгарии, оттуда в Поволжье привёз своего внука Аюку. 

Дайчин лично занимался воспитанием своего новообретённого внука. В калмыцкой летописи XVIII века «Сказание о дербен-ойратах», автор фиксирует слова наставления сказанные Дайчином будущему хану:  
«Ты говоришь, что хочешь быть нойоном. Если хочешь быть нойоном, то должен знать время, когда быть равным с подвластными, когда повелевать ими и когда призревать их, как мать свое дитя. Если эти три правила нойона беспрепятственно будешь выполнять, то исполнишься мудрости и будешь нойоном». 
В 1655 году Шукур-Дайчин дал присягу на верность русскому царю и обязался охранять южные границы России, за что получил право кочёвок на западном («крымском») берегу Волги. По шертям от 4 февраля 1655 года и 30 марта 1657 года Дайчин брал на себя обязанность по требованию России выставлять калмыцкие войска. С этого времени установилась формальная зависимость Калмыцкого ханства от России. Во время русско-польской войны (1654—1667) по просьбе российского правительства Дайчин послал под Азов 10-тысячное войско, которое разбило татаро-турецкие войска и вынудило их уйти с Украины.
В 1661 году Дайчин вместе с сыном Мончаком  совершил успешный поход на крымских татар. В том же году из-за старости он добровольно отказался от верховной власти в пользу своего старшего сына Мончака.
В 1663 году тайши Кундулен-Убуши (3 тыс. кибиток) и Даян-Омбо (1 тыс. кибиток) прибыли в северо-восточные степи Прикаспия. Кундулен-Убуши и Даян-Омбо номинально признали верховную власть калмыцкого тайши Мончака и русского правительства, которые закрепили за ними во владение кочевья по Дону, Волге и Яике (Уралу).
В конце 1660-х годов из Джунгарии в Приуралье прибыл хошутский тайши Аблай со своим улусом. Около 1669 года он объединился со своим дядей Кундулен-Убуши против поволжских калмыков (торгутов и дербетов). Вначале они начали войну с дербетским тайшой Даян-Омбо, с которым вскоре заключили перемирие и союз. Затем Аблай и Кундулен-Убуши совершили нападение на торгутские улусы на реке Яик и подчинили их себе. В плен к хошутам лично попал престарелый Дайчин. Вскоре Кундулен-Убуши и дербетские тайши поссорились с Аблаем из-за захваченных торгутских улусов и откочевали с частью торгутских улусов на дальние кочевья, находящиеся на востоке.
В 1671 году Кундулен-Убуши был разбит хошутским Очирту-Цецен-ханом. Он подчинил своей власти его улусы и улусы дербетских и торгутских тайшей. Среди захваченных пленников оказался лично как сам Кундулен-Убуши, так и торгутский Шукур-Дайчин. 
В том же году Очирту Цецен-хан отправил престарелых Дайчина и Кундулен-Убуши в «почетную ссылку» в Тибет, где они скончались.